# Řády, vyznamenání a medaile Tongy

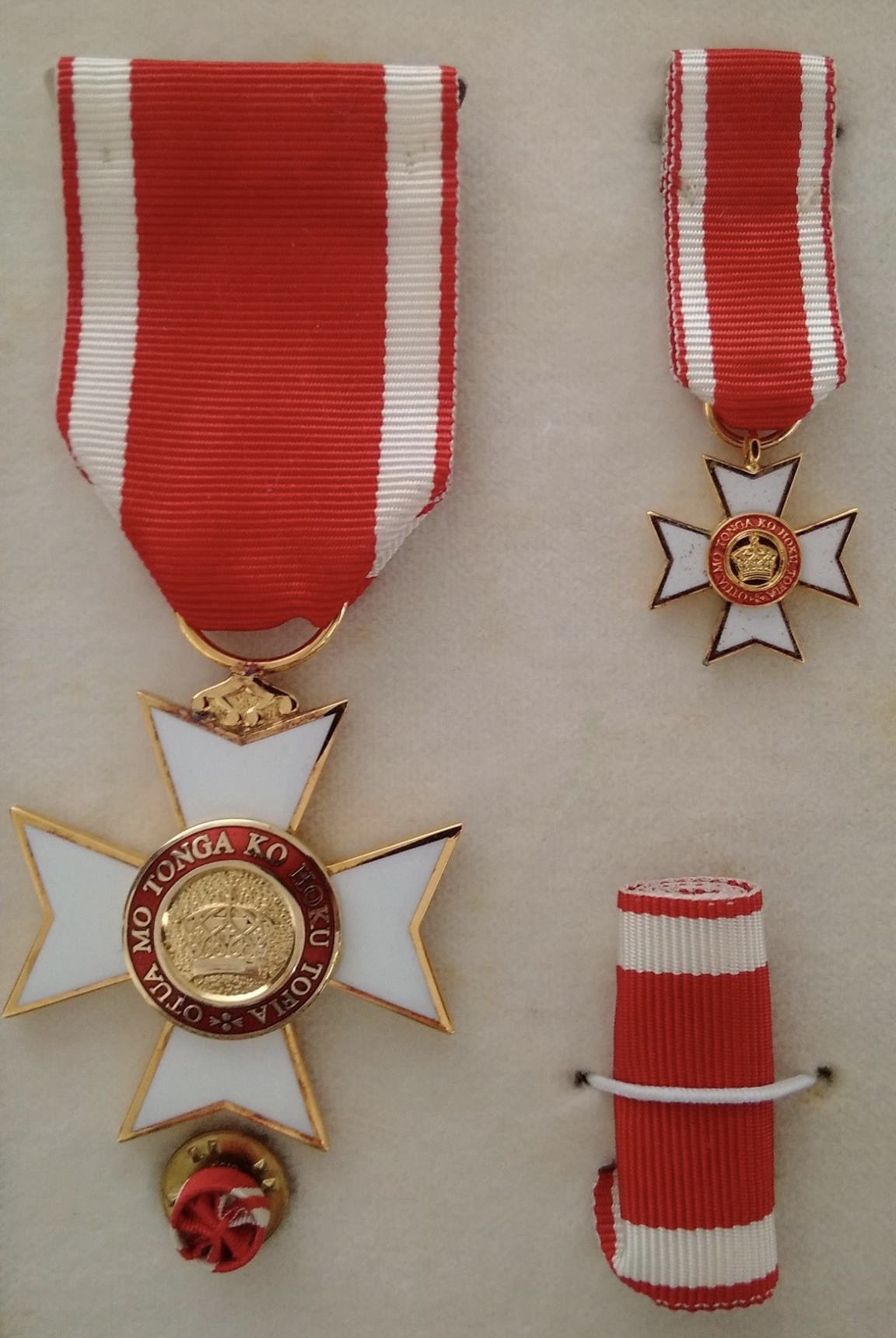
Královský řád koruny Tongy

Systém státních vyznamenání Tongy je strukturován podle systému vyznamenání Spojeného království, neboť Království Tonga je součástí Commonwealthu.

## Královské řády
- Královský řád Pouono byl založen roku 1893 a zrušen v roce 2008. Udílen byl zahraničním hlavám států jako diplomatický řád ve třídě rytíře velkokříže s řetězem. Stuha byla červená se dvěma krémovými pruhy.[1]
- Královský řád krále George Tupou I. byl založen mezi lety 1875 až 1890 a udílen byl ve třídě rytíře/dámy velkokříže, rytíře/dámy komandéra/ky a společníka za mimořádnou službu království. Stuha je červená se třemi bílými pruhy.[2]
- Řád královny Sālote Tupou III. byl založen dne 28. června 2008. Udílen je ve třídě rytíře velkokříže s řetězem, rytíře/dámy velkokříže, rytíře/dámy komandéra/ky a člena za osobní službu panovníkovi. Stuha je modrá.[3]
- Královský řád koruny Tongy byl založen dne 6. dubna 1913 a 31. července 2008 byl reformován. Udílen je ve třídě rytíře velkokříže s řetězem, rytíře/dámy velkokříže, rytíře/dámy komandéra/ky a člena za mimořádnou službu státu a koruně. Stuha je červená se dvěma bílými pruhy při obou okrajích.[4]
- Královský vojenský řád svatého Jiří byl založen roku 2009 a udílen je ve třídě velkokříže, velkodůstojníka, komandéra, důstojníka a člena. K řádu náleží také zlatá, stříbrná a bronzová medaile. Udílen je za mimořádnou vojenskou službu. Stuha je tmavě červená.[5]
- Královský řád fénixe byl založen dne 1. srpna 2010. Udílen je v jediné třídě velkokříže. Stuha je oranžová.[6]
- Královský rodinný řád krále George Tupou V. byl založen roku 2008. Udílen je v jediné třídě dámy členkám královské rodiny. Stuha je světle zelená.[7]
- Řád královské domácnosti Tongy byl založen v roce 2009 a nahradil Královský řád krále Geoge Tupou I. Udílen je ve třídě rytíře velkokříže, velkodůstojníka, komandéra, důstojníka a člena za speciální služby koruně. K řádu náleží také zlatá, stříbrná a bronzová medaile.[8]
- Královský diplomatický řád byl založen roku 2011. Udílen je v jediné třídě velkokříže za diplomatickou službu.[9]
- Královský řád Oceánie byl založen roku 2011 a udílen je v jediné třídě velkokříže.[10]

## Medaile

### Záslužné medaile
- Kříž za zásluhy
- Medaile Obranných sil Tongy za dlouhou a bezvadnou službu[11]
- Medaile za mimořádnou službu v Obranných silách Tongy
- Vojenská záslužná medaile svatého Jiří
- Všeobecná služební medaile Tongy

### Pamětní medaile
- Medaile 25. výročí konce druhé světové války – Stuha je zelená.[12]

### Medaile za tažení
- Medaile za tažení v Iráku byla založena roku 2008.

### Korunovační a výroční pamětní medaile
- Stříbrná jubilejní medaile Tāufaʻāhau Tupou IV. byla založena roku 1992.[13]
- Korunovační medaile krále George Tupou V. byla založena roku 2008.
- Korunovační medaile krále Tupou VI. byla založena roku 2015.